# 은박지 모자

은박지 모자를 쓴 한 남성

은박지 모자 또는 틴포일햇(Tin foil hat)은 하나 이상의 은박지나 알루미늄박 시트로 만든 모자이거나 호일로 안감을 댄 기존 헤드기어 조각으로, 종종 전자기장, 세뇌, 독심술 등의 위협으로부터 뇌를 보호한다는 믿음이나 희망으로 착용된다. 이러한 보호를 위해 집에서 만든 모자를 착용한다는 개념은 편집증, 박해적 망상, 유사과학과 음모론에 대한 믿음에 대한 대중적인 고정관념이자 대명사가 되었다.
"틴포일"(tin foil)은 영어권 국가에서 알루미늄 호일을 잘못 부르는 경우가 많다. 포장 금속 호일은 이전에 알루미늄으로 교체되기 전에 주석(tin)으로 만들어졌다.

## 같이 보기
- 세뇌
- 전자 가해
- 패러데이 새장
- 마이크로파 청각 효과